# Valentin Valentinovič Ivanov
Valentin Valentinovič Ivanov (in russo: Валентин Валентинович Иванов) (in russo Валентин Валентинович Иванов?; Mosca, 4 luglio 1961) è un ex arbitro di calcio russo.
Attualmente è osservatore degli arbitri UEFA.

## Biografia
Figlio di due campioni olimpici (il padre Valentin Kozmič vinse il torneo di calcio a Melbourne 1956 e la madre Lidija Ivanova Kalinina vinse due medaglie d'oro nel concorso generale di ginnastica artistica alle Olimpiadi del 1956 e del 1960), venne promosso arbitro internazionale di calcio nel 1997.
Già nel 1994, però, aveva preso parte ai Mondiali di calcio negli USA, in qualità di assistente, mentre un anno prima aveva svolto la medesima mansione nella finale dei Mondiali Under 17 in Giappone.
Dopo aver arbitrato nel 2000 nella fase finale degli europei under 21 in Slovacchia, nel 2001 venne inserito nella Top Class UEFA e nel 2003 raggiunse la consacrazione, dirigendo prima la finale della Confederations Cup tra Francia e Camerun, poi la finale di Coppa Intercontinentale a Yokohama tra Milan e Boca Juniors.
Nel 2004 diresse tre gare ai Campionati europei di calcio in Portogallo, tra cui Inghilterra-Svizzera, Italia-Bulgaria e il quarto di finale tra Rep. Ceca e Danimarca.
Nel 2006 venne selezionato per i Mondiali di calcio dove arbitrò tre gare: Francia-Svizzera, Germania-Ecuador, e l'ottavo di finale Portogallo-Paesi Bassi. Passò alla storia proprio a causa di quest'ultima partita, durante la quale stabilì il primato di cartellini sventolati in un Mondiale di calcio (20 di cui 16 gialli e 4 rossi); al termine della partita venne pesantemente criticato anche dallo stesso Presidente della FIFA Joseph Blatter, che lo accusò di non aver saputo gestire l'incontro fin dall'inizio.
Vanta anche la direzione in due semifinali di Champions League (nel 2003 e nel 2006) ed in due semifinali di Coppa UEFA (nel 2003 e nel 2004).
Attualmente è osservatore degli arbitri UEFA.